# Ptilinopus ornatus
El tilopo adornado o tilopo adornado occidental (Ptilinopus ornatus) es una especie de ave columbiforme de la familia Columbidae endémica de Nueva Guinea.

## Distribución y hábitat
Se encuentra únicamente en la península de Doberai y en el centro/este de Nueva Guinea. Su hábitat natural son los bosques húmedos tropicales.